# Montañas Mugodzhar
Las montañas Mugodzhar o colinas de Mugodzhar (o Mugojar; en ruso: Mугоджары / Мугоджарский хребет; en kazajo: Мұғалжар тауы), es una serie de cadenas montañosas situadas en el noroeste de Kazajistán, una continuación de los montes Urales de 440 kilómetros de longitud. Están conectados, por el sur, con los Urales por las lomas Guberlinskiy (Губерлинские горы). Forman la divisoria entre el mar Caspio y las cuencas del mar Aral.
Las montañas Mugodzhar tienen unos 200 km de longitud con un ancho de hasta 30 km. Comienzan en el río Or como una estrecha cordillera que luego se divide en dos en: los Mughodzhary Orientales y los Mughodzhary Occidentales. 
El lugar más alto se encuentra en los Mygodzhars Orientales, el monte Boktybay (Boqtybay, Боктыбай), que tiene 657 m. Los principales ríos que corren desde los montes Mughodzhary son el río Or (332 km), el río Emba (725 km) y el río Irgiz (593 km).